# Авала град
Авала град је модерно насеље у Реснику изграђено 90-их година двадесетог века. У овом насељу заједно са старим насељем (тзв. Старе зграде) је насељено скоро 40% укупног броја становника Ресника.
На месту насеља Авала град некада су биле њиве староседелаца Ресника. Село Ресник некада је било чувено по младом сиру, путеру и киселом млеку које је стизало рано на столове угледних Београђана. Првобитно је планирано да се насеље шири све до Авале (одакле и име Авала град), али је распадом земље почетком 1990-их изградња нових зграда стала.
Испод насеља Авала град је настало Ресничко језеро са браном када ја након великих киша вода, као са тераса, сливала у Топчидерску реку и плавила железничку станицу и куће које су неплански ницале на обалама Топчидерске реке. Ту су насељени већином Врањанци и други који су током деведесетих купили ливаде поред Топчидерске реке која је од мале реке у уском кориту постајала сваке године хировита и плавила.
У Авала граду многе улице носе имена уметника, међу којима су улица Едварда Грига, Милене Павловић Барили, Станислава Винавера, и других. Једна половина насеља се састоји од зграда изграђених жутом фасадном циглом, а друга од зграда изграђених белом циглом, док између њих пролази улица Едварда Грига.